# Josh Simmons
Josh Simmons (San Diego, 26 dicembre 2002) è un giocatore di football americano statunitense che milita nel ruolo di offensive tackle per i Kansas City Chiefs della National Football League (NFL).

## Carriera universitaria
Nella sua prima stagione a San Diego State nel 2022, Simmons partì come titolare in tutte le 13 partite, disputando 799 snap. Dopo una sola stagione optò per cambiare istituto.

### Ohio State
Simmons optò per trasferirsi a Ohio State. Prima della stagione 2023 si impose come tackle sinistro titolare, battendo la concorrenza di Tegra Tshabola. Il 12 ottobre 2024, durante il primo tempo della sconfitta di Ohio State per 31–32 contro Oregon, Simmons subì un grave infortunio a un ginocchio. Quello che era apparsa inizialmente come la rottura del legamento crociato anteriore, si rivelò in seguito una lesione del tendine patellare.  Il 4 dicembre 2024 Simmons annunciò che sarebbe passato ai professionisti.

## Carriera professionistica

### Kansas City Chiefs
Simmons fu scelto nel corso del primo giro (32º assoluto) del Draft NFL 2025 dai Kansas City Chiefs.

## Vita privata
Il padre, Nelson Simmons, giocò nella MLB per tre stagioni negli anni ottanta. Lo zio, Chris Fuamatu-Ma'afala, giocò come fullback nella NFL per sette stagioni.